# Chicão Melo
Francisco das Chagas Silva Melo Filho (Cruzeiro do Sul, 19 de abril de 1961), também conhecido como Chicão, é um servidor público e político brasileiro. Filiado no Movimento Democrático Brasileiro (MDB), exerce a função de deputado estadual e presidente da Assembleia Legislativa do Pará (ALEPA). Anteriormente, foi secretario municipal, vice-prefeito de Ananindeua, presidente da Câmara Municipal e vereador. 